# Лорка
Лорка (шп. Lorca) град је у Шпанији у аутономној заједници Мурсија у покрајини Мурсија. Према процени из 2008. у граду је живело 90.924 становника.

## Становништво
Према процени, у граду је 2008. живело 90.924 становника.
| 1981.  | 1991.  | 2001.  |
| ------ | ------ | ------ |
| 61.879 | 65.919 | 77.477 |

## Партнерски градови
- Mauguio
- Ел Ајун